# Anthony Ervin
Anthony Lee Ervin (Valencia (Californië), 26 mei 1981) is een zwemmer uit de Verenigde Staten. Hij vertegenwoordigde zijn vaderland op de Olympische Zomerspelen 2000 in Sydney, op de Olympische Zomerspelen 2012 in Londen en op de Olympische Zomerspelen 2016 in Rio de Janeiro.

## Carrière
Bij zijn internationale debuut, op de Olympische Zomerspelen van 2000 in Sydney, veroverde Ervin de gouden medaille op de 50 meter vrije slag. Hij moest die titel ex aequo delen met zijn landgenoot Gary Hall jr.. Op de 4x100 meter vrije slag legde hij samen met Neil Walker, Jason Lezak en Gary Hall jr. beslag op de zilveren medaille.
Een jaar later, op de Wereldkampioenschappen zwemmen 2001 in Fukuoka, verraste hij de gedoodverfde favoriet Pieter van den Hoogenband op de 100 meter vrije slag door vanuit baan twee de titel op te eisen. Bij dat toernooi schreef Ervin tevens de 50 vrij op zijn naam. Op zowel de 4x100 meter vrije slag als de 4x100 meter wisselslag werd hij samen met zijn ploeggenoten gediskwalificeerd in de finale.
Op de Pan Pacific kampioenschappen zwemmen 2002 in Yokohama sleepte Ervin, achter landgenoot Jason Lezak, de zilveren medaille in de wacht op de 50 meter vrije slag. Samen met Scott Tucker, Nate Dusing en Jason Lezak veroverde hij de zilveren medaille op de 4x100 meter vrije slag.
Tijdens de wereldkampioenschappen zwemmen 2003 in Barcelona werd de Amerikaan, na een swim-off, uitgeschakeld in de series van de 50 meter vrije slag. Tevens was dat voorlopig zijn laatste optreden op een internationaal toernooi.

### Comeback
In 2011 hervatte Ervin zijn trainingen, en plaatste zich op 1 juli 2012 voor de 50 meter vrije slag op Olympische Zomerspelen 2012 door op de trials in Omaha een tijd van 21,60 sec. op de klok te zetten. Hij bereikte de finale waarin hij naar een vijfde plaats zwom. Op de wereldkampioenschappen kortebaanzwemmen 2012 veroverde de Amerikaan de bronzen medaille op de 50 meter vrije slag. Op de 4x100 meter vrije slag sleepte hij samen met Ryan Lochte, Jimmy Feigen en Matt Grevers de wereldtitel in de wacht. Samen met Ryan Murphy, Mihail Alexandrov en Thomas Shields zwom hij in de series van de 4x100 meter wisselslag, in de finale legde Shields samen met Matt Grevers, Kevin Cordes en Ryan Lochte beslag op de wereldtitel. Voor zijn aandeel in de series ontving Ervin de gouden medaille.
Tijdens de wereldkampioenschappen zwemmen 2013 in Barcelona eindigde Ervin als zesde op de 50 meter vrije slag. Op de 4x100 meter vrije slag veroverde hij samen met Ryan Lochte, Nathan Adrian en Jimmy Feigen de zilveren medaille, achter het Franse viertal.
In Gold Coast nam de Amerikaan deel aan de Pan-Pacifische kampioenschappen zwemmen 2014. Op dit toernooi sleepte hij de zilveren medaille in de wacht op de 50 meter vrije slag, op de 100 meter vrije slag eindigde hij op de elfde plaats. Samen met Michael Phelps, Nathan Adrian en Ryan Lochte behaalde hij de zilveren medaille op de 4x100 meter vrije slag.
Op de wereldkampioenschappen zwemmen 2015 in Kazan strandde Ervin in de halve finales van de 50 meter vrije slag. Op de 4x100 meter vrije slag werd hij samen met Jimmy Feigen, Matt Grevers en Conor Dwyer uitgeschakeld in de series.
Tijdens de Olympische Zomerspelen van 2016 in Rio de Janeiro werd de Amerikaan - na 16 jaar - voor de tweede maal in zijn carrière olympisch kampioen op de 50 meter vrije slag. Samen met Jimmy Feigen, Ryan Held en Blake Pieroni zwom hij in de series van de 4x100 meter vrije slag. In de finale veroverde Held samen met Caeleb Dressel, Michael Phelps en Nathan Adrian olympisch goud. Voor zijn inspanningen in de series werd Ervin beloond met eveneens de gouden medaille.

## Internationale toernooien
| Jaar                                                                       | Olympische Spelen                                               | WK langebaan                                                                   | WK kortebaan                                                                        | PanPacs                                                  | Pan-Ams       |
| -------------------------------------------------------------------------- | --------------------------------------------------------------- | ------------------------------------------------------------------------------ | ----------------------------------------------------------------------------------- | -------------------------------------------------------- | ------------- |
| 2000                                                                       | 50m vrije slag · 4x100m vrije slag                              |                                                                                | geen deelname                                                                       |                                                          |               |
| 2001                                                                       |                                                                 | 50m vrije slag · 100m vrije slag · DQ 4x100m vrije slag · DQ 4x100m wisselslag |                                                                                     |                                                          |               |
| 2002                                                                       |                                                                 |                                                                                | geen deelname                                                                       | 50m vrije slag · 4x100m vrije slag                       |               |
| 2003                                                                       |                                                                 | 17e 50m vrije slag                                                             |                                                                                     |                                                          | geen deelname |
| Van 2004 tot en met 2011 nam Ervin niet deel aan internationale toernooien |                                                                 |                                                                                |                                                                                     |                                                          |               |
| 2012                                                                       | 5e 50m vrije slag                                               |                                                                                | 50m vrije slag · 4x100m vrije slag · 4x100m wisselslag · Ervin zwom enkel de series |                                                          |               |
| 2013                                                                       |                                                                 | 6e 50m vrije slag · 4x100m vrije slag                                          |                                                                                     |                                                          |               |
| 2014                                                                       |                                                                 |                                                                                | geen deelname                                                                       | 50m vrije slag · 11e 100m vrije slag · 4x100m vrije slag |               |
| 2015                                                                       |                                                                 | 9e 50m vrije slag 11e 4x100m vrije slag                                        |                                                                                     |                                                          | geen deelname |
| 2016                                                                       | 50m vrije slag · 4x100m vrije slag · Ervin zwom enkel de series |                                                                                | geen deelname                                                                       |                                                          |               |
| 2017                                                                       |                                                                 | geen deelname                                                                  |                                                                                     |                                                          |               |
| 2018                                                                       |                                                                 |                                                                                | geen deelname                                                                       | geen deelname                                            |               |
| 2019                                                                       |                                                                 | geen deelname                                                                  |                                                                                     |                                                          | geen deelname |

## Persoonlijke records
Bijgewerkt tot en met 4 augustus 2020
Kortebaan
| Afstand         | Tijd  | Datum           | Plaats    |
| --------------- | ----- | --------------- | --------- |
| 050m vrije slag | 20,85 | 21 oktober 2012 | Berlijn   |
| 100m vrije slag | 46,48 | 5 november 2013 | Singapore |

Langebaan
| Afstand         | Tijd  | Datum            | Plaats         |
| --------------- | ----- | ---------------- | -------------- |
| 050m vrije slag | 21,40 | 12 augustus 2016 | Rio de Janeiro |
| 100m vrije slag | 48,33 | 27 juli 2001     | Fukuoka        |